# Batalla de Banquan
La batalla de Banquan (chino simplificado: 阪泉之战, chino tradicional: 阪泉之战; pinyin : Bǎn Quán Zhi Zhan) es la primera batalla en la historia de China, registrada por Sima Qian en las Memorias históricas (libro escrito alrededor del siglo I a. C.).
Se luchó por Huangdi, el Emperador Amarillo, y Yandi, el Emperador Yan. La batalla de Banquan puede que realmente se refiera a la tercera de una serie de tres batallas. Huangdi, el Emperador Amarillo, poco después luchó Ciyou o Chi You, en la batalla de Zhuolu. Ambas batallas se pelearon no a larga distancia, y en las llanuras cercanas, y en ambas participaba el Emperador Amarillo. La batalla de Banquan es acreditada para la formación de la tribu Huaxia, la base de la civilización china han.
No se sabe mucho acerca de esta batalla, ya que, junto con otros eventos de la época, se ven empañados por la mitología. Por lo tanto, la historicidad de esta batalla se disputa. Tradición historiográfica china la coloca en el siglo XXVI a. C..
La tribu Shennong originalmente era una rama de los pueblos nómadas del oeste que entró en la llanura norte de China. Generaciones más tarde, la tribu estaba en conflicto con otras tribus en expansión entonces, como la tribu Jiuli liderada por Chi You y la tribu Youxiong liderada por el Emperador Amarillo. A medida que el Emperador Yan de Shennong planeaba invadir las tribus locales cercanas, las tribus se volvieron hacia el Emperador Amarillo, que levantó sus ejércitos contra Shennong.
Los ejércitos de Youxiong, bajo los tótems del Oso (熊), el Oso pardo (罴), el Zorro (貔), el Valor (貅), el Chū (貙), y el Tigre (虎), y los ejércitos de Shennong chocaron en Banquan en la primera batalla a gran escala en la historia china. Después de tres compromisos importantes, las fuerzas de Shennong perdieron la batalla y este hizo una alianza con el Emperador Amarillo. Las dos tribus principales pasaron a formar la tribu única Huaxia, con la incorporación de las pequeñas tribus vasallas que les rodean.
La tribu Huaxia cada vez más amplia, pronto atrajo la envidia de Chi You, que atacó los territorios de Shennong. La tribu Huaxia luego reaccionó frente a Chi You, en la batalla de Zhuolu, y salió victoriosa. La tribu Huaxia entonces pudo expandirse sin obstáculos y pronto formaron el origen de lo que llegará a ser conocida como la civilización china han. Hasta hoy, los chinos todavía se llaman a sí mismos "los descendientes de Yan y Huang".

## Ubicación de la batalla
La ubicación real de Banquan, donde se libró la batalla, está en disputa. Hay tres ubicaciones posibles:
1. Sureste de Zhuolu, Hebei
2. Villa de Banquan de Yanxing, Pekín
3. Condado de Xiezhou, Yuncheng, Shanxi

De estos tres, el tercero se ve como la más probable, ya que las otras dos implicarían que las dos fuerzas tendrían que viajar al norte para encontrarse entre sí, lo que no sería práctico.
Otra posibilidad es que las tres son correctas, tanto como Confucio y Sima Qian parecen estar de acuerdo en lo que ocurrió, fueron una serie de tres batallas consecutivas: tres entre Huangdi y Yandi, que fue seguido por otra entre Ciyou o Chi You, en contra de Huangdi y sus aliados príncipes y señores. Esta última batalla se produciría en un plano diferente, pero cerca, aquella en la que Huangdi triunfó sobre Yandi. La primera serie de tres batallas parece ser libremente conocida como la batalla de Banquan. La última es la batalla de Zhuolu.